# 旧金山亚洲艺术博物馆
旧金山亚洲艺术博物馆是一个位于美国加利福尼亚州旧金山的博物馆。现任馆长是许杰。

## 历史
博物馆于1966年作为笛洋美术馆的分支馆而开幕，直到2003年为止，它和笛洋美术馆是共用金门公园里面的一部分場地。在意大利设计师盖·奥伦蒂的主意下，博物馆搬迁到市政中心对面的旧金山公共图书馆旧址重建，新馆在2003年3月20日开放。它拥有世界上其中一系列收藏范围最广泛的亚洲艺术品。这里收藏有来自中国、日本、朝鲜、印度尼西亚等亚洲国家和地区的各类艺术珍品15000多件，而作为馆藏重点，收藏在这里的中国瓷器有2000多件，玉器有1200多件，青铜器有800多件。收藏中国文物，始于新石器时代，迄于清，为世界上收藏中国玉器最丰富的博物馆。总体来说，这是一座以收藏亚洲文物尤其是中国文物为主的、在全美拥有亚洲艺术藏品最多的博物馆。

## 画廊

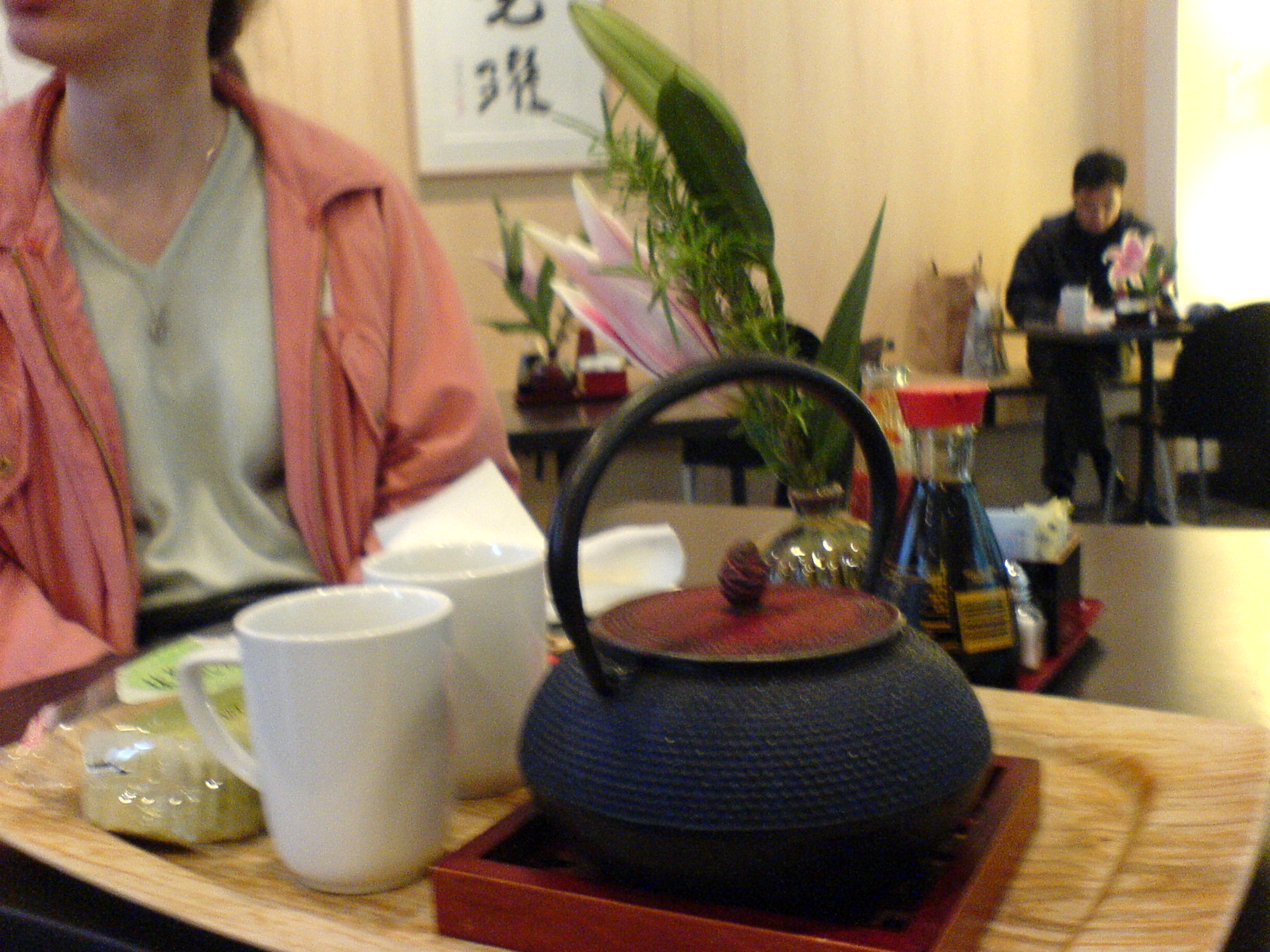
咖啡室里面用铁瓶盛着的绿茶
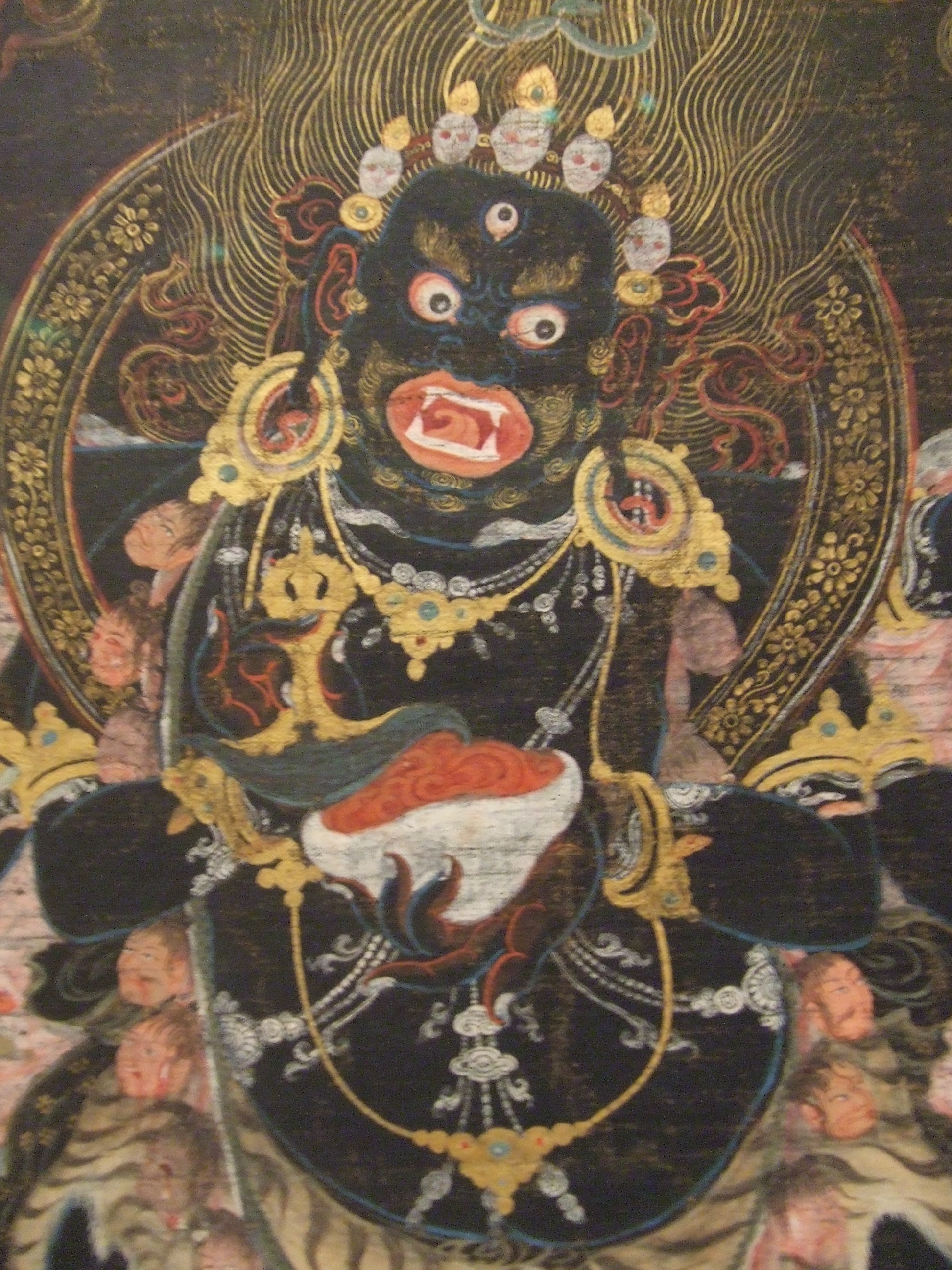
展览厅里面的大黑天绘画
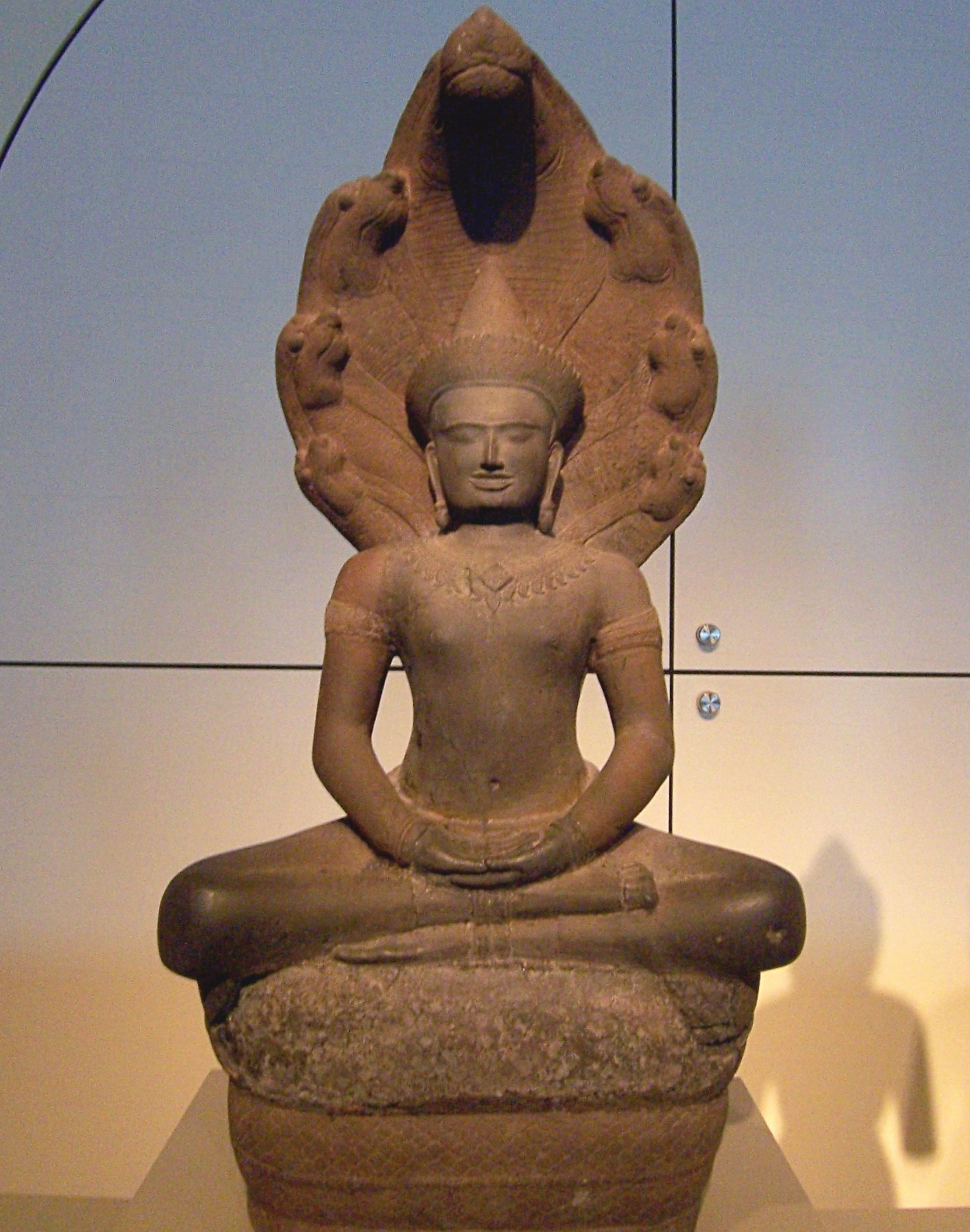
12世纪的高棉释迦牟尼雕刻品
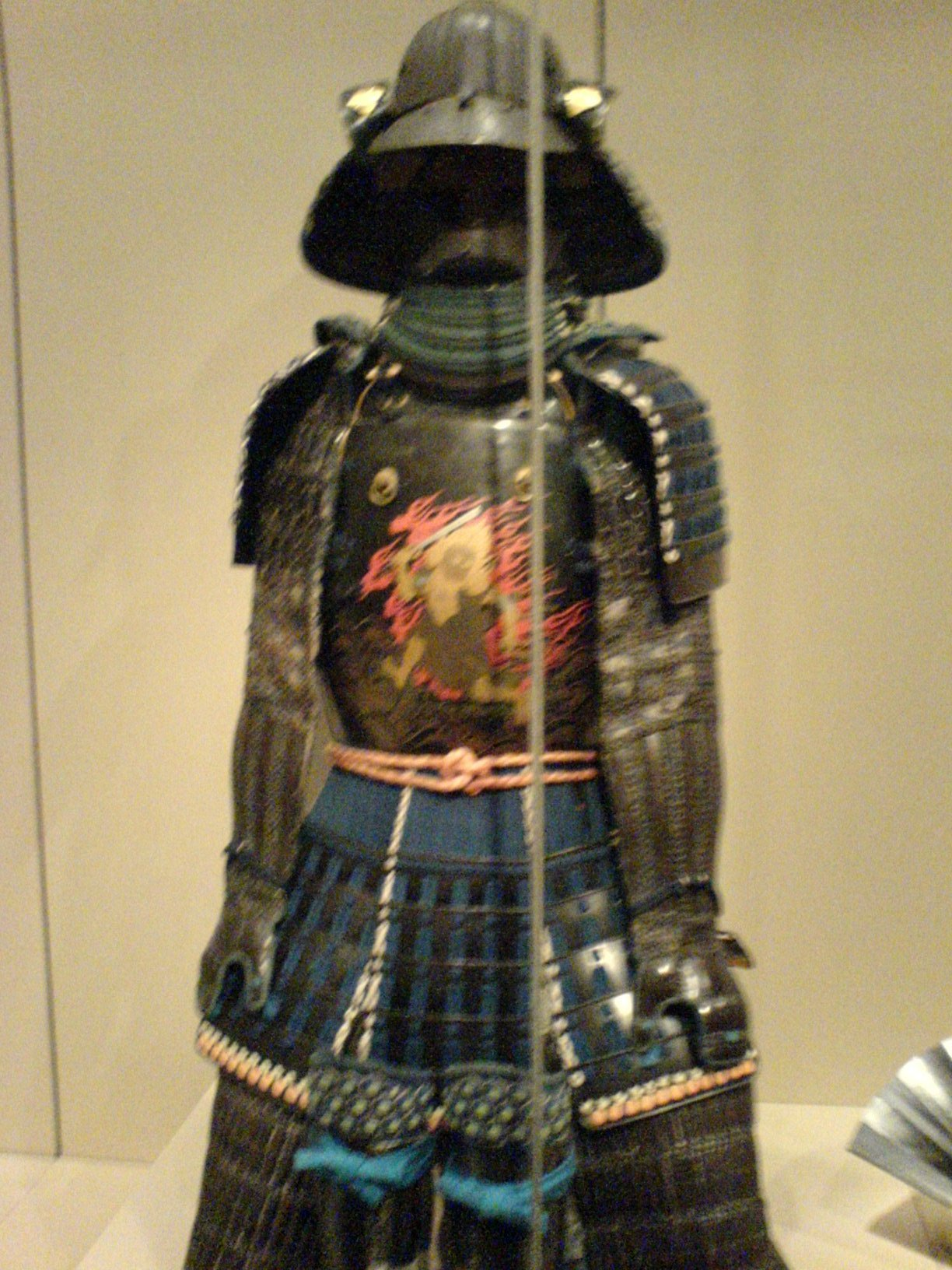
日本武士模型
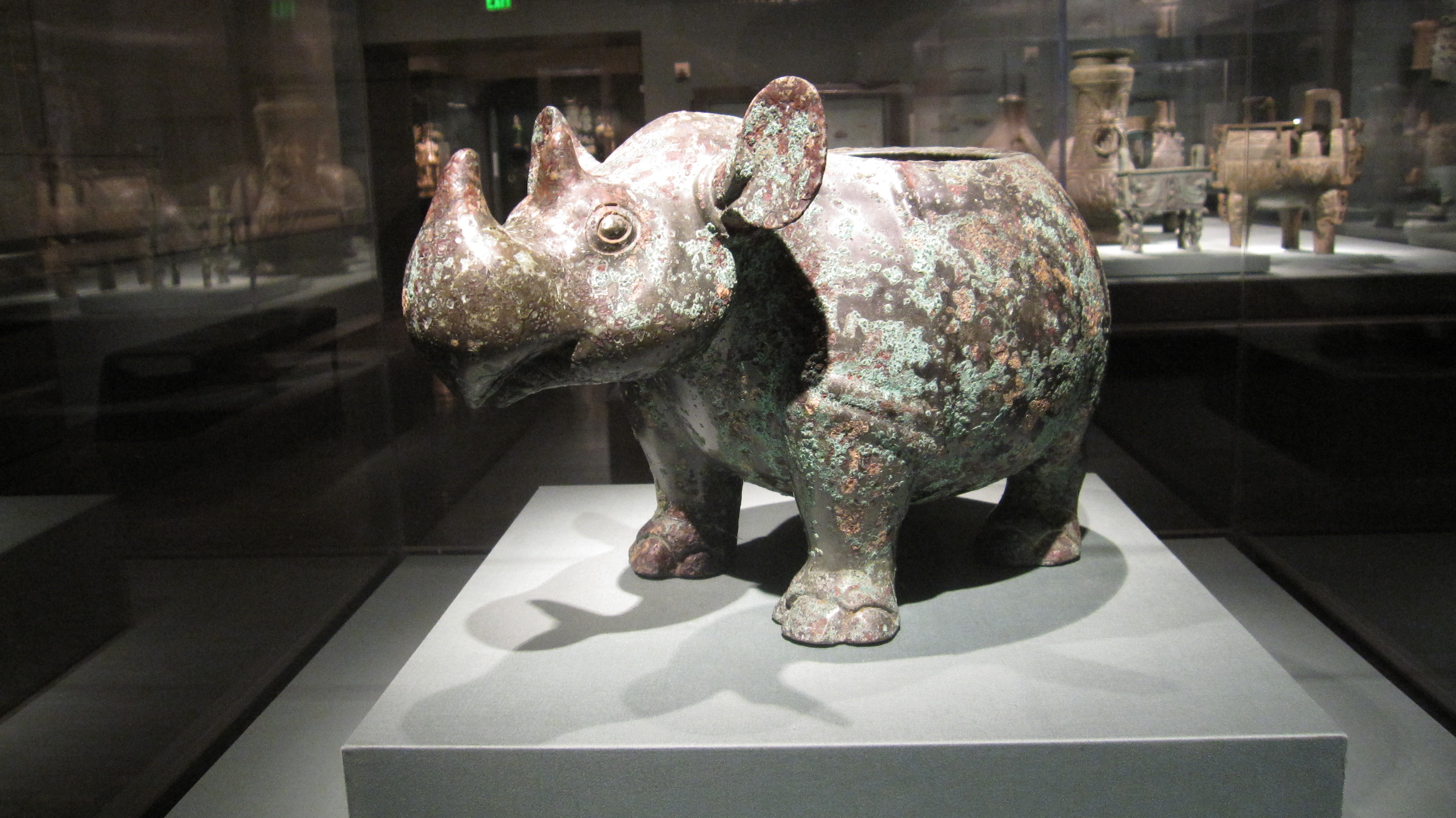
晚商青铜器小臣艅犀尊
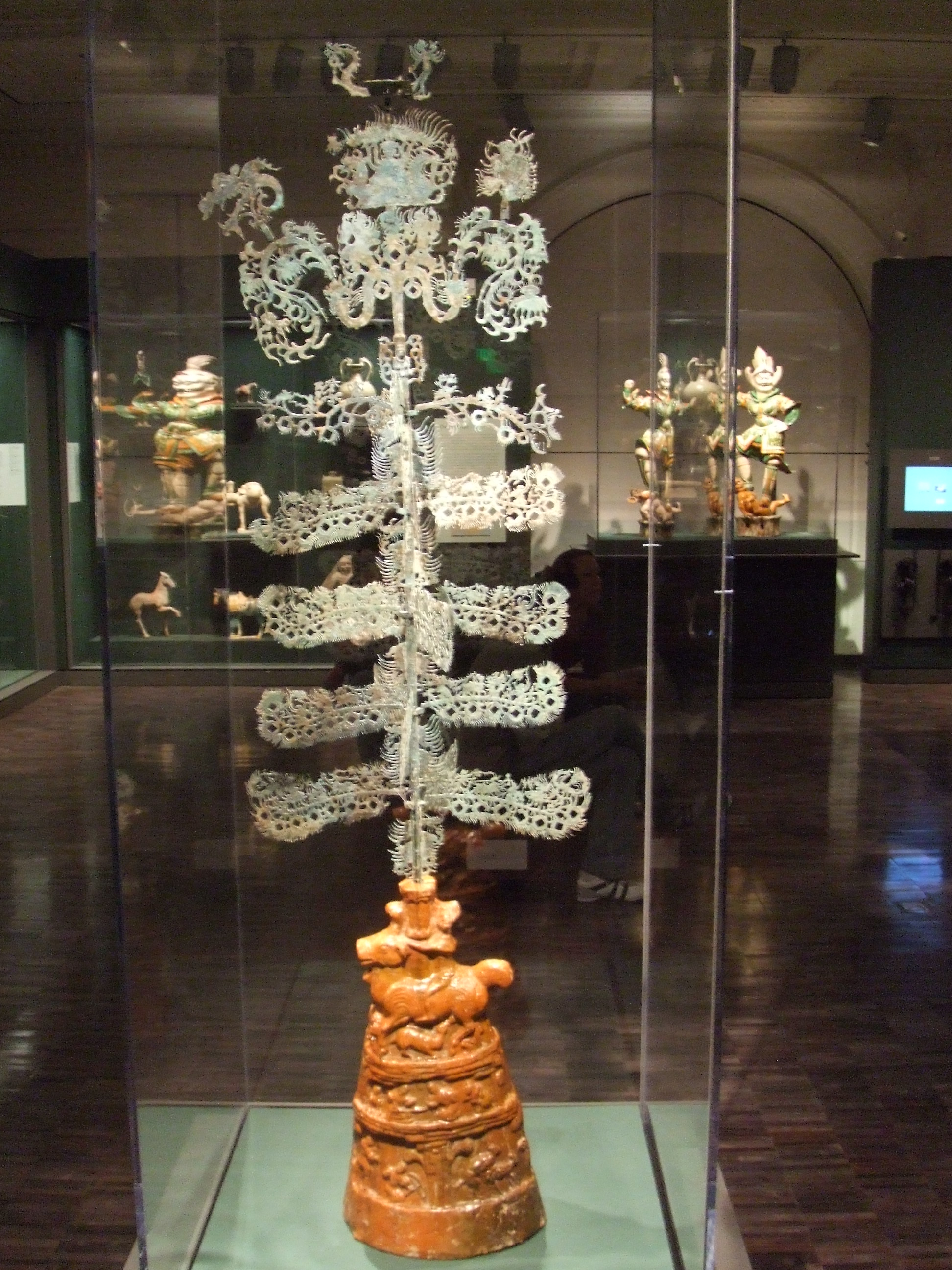
有西王母和佛像的摇钱树